# Xenophoromyia microptera
Xenophoromyia microptera är en tvåvingeart som först beskrevs av Borgmeier 1971.  Xenophoromyia microptera ingår i släktet Xenophoromyia och familjen puckelflugor. Inga underarter finns listade i Catalogue of Life.